# 구보 야스토모
구보 야스토모(일본어: 久保 康友, 1980년 8월 6일 ~ )는 일본의 프로 야구 선수이며, 현재 센트럴 리그인 요코하마 DeNA 베이스타스의 소속 선수(투수)이다.

## 인물

### 프로 입단 전
나라현 가시하라시 출신으로 초등학교 시절에는 소년 야구팀에서 활동했고, 중학교 시절에는 연식 야구부에서 플레이를 한 경험이 있다. 간사이 대학 제1 고등학교에 진학 후 야구부 합숙소가 없는 일도 있어 거주지인 가시하라 시에서 오사카부 스이타시의 학교까지 전철을 환승해 1시간 반 동안 통학했다. 3년차에는 팀내 에이스로서 69년 만이 되는 제70회 선발 고등학교 야구 대회에 출전하여 마쓰자카 다이스케, 고이케 마사아키, 고토 다케토시, 고야마 요시오 등이 소속되어 있는 요코하마 고등학교한테 졌지만 준우승을 이끌었다. 여름에 있은 제80회 전국 고등학교 야구 선수권 대회에서 팀의 첫 선수권 대회가 되는 봄과 여름의 연속 출전에 성공, 그러나 메이토쿠기주쿠 고등학교한테 2대 11로 패했지만 8강에 진입했다.
고교 졸업 후 사회인 야구팀의 마쓰시타 전기에 입사했지만 당초에는 부상 때문에 등판 기회는 적었다. 2003년 후반부터 기대 이상의 성적을 남기게 되면서 같은 해 사회인 야구 일본 선수권 대회에서는 압도적 우위가 예상되고 있던 후시키 해륙 운송(伏木海陸運送)전에서 중간 계투로 등판해 최고 속도 148km/h의 빠른 공을 던져 4이닝 동안 7개 탈삼진을 기록했지만 9회말의 선두 타자에게 볼넷으로 준 것을 빌미로 끝내기 패배를 당했다. 2004년에는 에이스로서 활약을 하는 등 후에 프로에 입단하면서 팀메이트가 되는 데지마 사토시, 노미 아쓰시, 와타나베 료 등과 함께 제22회 할렘 베이스볼 위크 일본 대표팀 선수로 발탁되었다. 같은 해 가을에 있은 프로 야구 드래프트 회의에서 자유 획득 범위로 지바 롯데 마린스에 입단해 언론에서는 ‘마쓰자카 세대 마지막 거물’(松坂世代最後の大物) 이라고 표현할 정도로 입단 당시부터 화제가 된 적이 있었다.

### 지바 롯데 마린스 시절

#### 2005년
4월 2일의 후쿠오카 소프트뱅크 호크스전에 중간 계투로서 프로 데뷔 후 처음으로 등판, 4월 24일의 도호쿠 라쿠텐 골든이글스전에서 처음으로 선발 등판해 첫 승리, 첫 완봉승을 동시에 기록했다. 5월 9일에는 팀이 45년 만의 12연승을 기록한 경기에서 승리 투수가 되는 등 개막 후 7연승을 하고 있었지만, 8월 11일 홋카이도 닛폰햄 파이터스전에서 연승은 멈춰 1950년의 아라마키 아쓰시, 에바라 요시미 이후가 되는 구단에서 신인으로서의 기록이 8연승에는 이르지 않았다. 9월 17일의 세이부 라이온스전에서 3번째의 완봉 승리가 되는 10승째를 올려 앞에서 말한 아라마키(26승 8패)와 에바라(16승 7패)가 기록한 이후 구단 역사상 55년 만의 일이었다. 우완 투수로서는 구단 창단 이후 처음이 되는 신인으로서의 두 자릿수 승리를 기록했다. 시즌 종료 후인 11월 4일에는 구단 역사상 6번째이자 투수로서는 전회 일본 시리즈 우승을 제패한 1974년 미쓰이 마사하루 이후 팀에게 신인왕을 안겼고, 같은 날에 약혼을 발표했다.

#### 2006년
이듬해에는 시미즈 나오유키, 와타나베 슌스케가 월드 베이스볼 클래식에 출전하면서 WBC 종료 뒤 귀국 직후에 휴식을 취할 필요가 있게 된다는 점과 고바야시 히로유키와 오노 신고는 건강상의 이유로 뛸 수 없게 된다는 팀의 사정상 3월 25일의 소프트뱅크전에서 개막전 투수를 맡았지만 5실점을 하여 패전 투수가 되었다. 같은 해 전반기에만 6승을 올렸지만 교류전 이후 평균자책점이 6점대로 밑돌아 1승 밖에 올리지 못했고 8월 이후 6연패를 당한 등 최종적으로는 7승에 머물렀다. 시즌 평균자책점은 4점대에 머물며 리그 2위인 13패를 기록했다.

#### 2007년
3월 20일에 고교 시절의 감독이었던 오자키 미쓰히로가 위암으로 사망(향년 67세)했다는 소식을 접하면서 “사람에게 일체 약점을 보여주지 않는 감독이었습니다”라고 말해 애석함을 금치 못했다. 이후 전반기에는 승리 투수가 되면서도 기대 이하의 평균자책점이 계속 나왔을 뿐만 아니라 6월 25일의 요코하마 베이스타스전에서 왼손에 타구를 맞아 중수골 골절에 의한 전치 6주의 진단을 받아 6월 29일에 등록이 말소되었다. 8월 7일 1군에 복귀한 이후는 평균자책점이 3점대로 나와 전반기와 같은 호조를 유지했다. 10월 3일과 10월 5일에는 시즌 첫 중간 계투로 등판을 했지만 이것은 10월 8일부터 시작되는 클라이맥스 시리즈를 대비한 조정 등판이라고 알려졌다. 2007년 시즌에는 9이닝 평균 볼넷이 0.77개로 매우 적었다.

#### 2008년
개막 직후부터 대량 실점을 반복해 중간 계투로의 배치 전환이나 2군으로 내려가는 경험을 했다. 시즌 후반기에는 반격도 보였지만 모두 개인 최저 성적인 4승, 평균자책점 4.95에 끝나 투구 횟수도 처음으로 100에 미치지 못했다.

### 한신 타이거스 시절

#### 2009년
3월 4일, 선발 투수진이 불안한 한신 타이거스와 마무리 투수가 필요한 지바 롯데와의 기대가 일치해 하시모토 겐타로와의 맞트레이드로 한신에 이적했다. 사회인 야구팀 시절의 동료이자 배터리를 짜고 있던 오카자키 다이치와 다시 만나 팀 동료가 되었다. 등번호는 하시모토가 붙이고 있던 34번으로 결정했고, 3월 5일에 입단 발표를 실시하면서 다음날인 3월 6일에 합류했다. 4월 7일의 히로시마 도요 카프전에서 이적 후 첫 등판해 팀은 승리했지만 승패로 연결 짓지 못했고 그 후도 호투하면서 승리가 붙지 않았지만, 5월 25일의 지바 롯데전에서는 친정팀을 상대해 이적 후 첫 승리를 거두었다. 7월 14일의 주니치 드래건스전에 있어 7번째이자 최연소로 전 구단 상대 승리를 달성했다. 7월 30일의 요코하마 베이스타스전에서는 4년 만의 완봉 승리를 기록하는 등 시즌을 통해 선발 로테이션으로서 평균자책점 3.75, 9승 8패의 성적을 기록했다. 그러나 리그 최다인 16개의 사구, 9차례의 폭투 등 제구력에서의 많은 문제점이 노출되기도 했다.

#### 2010년
3월 31일의 히로시마전에서는 선발 투수로서 시즌 첫 등판함과 동시에 첫 승리 투수가 되었다. 그 후 노미 아쓰시의 부상도 있어 선발 투수진이 부족한 팀에 대해서는 선발 로테이션의 중심으로서 활약해 팀 타선이 좋음으로 인해 승리 투수가 될 수 있었다. 8월 12일의 히로시마전에서 시즌 10승째를 올리는 등 5년 만의 두 자릿수 승리 기록을 달성했고 8월 29일의 도쿄 야쿠르트 스왈로스전에서 개인 신기록이 되는 11승째를 올렸다. 최종적으로는 시즌 14승을 기록해 리그 최고 승률이 되는 7할 3푼 7리를 기록해 본인으로서는 처음으로 시즌 투구 횟수(202.1)를 채웠다.

#### 2011년
계약 갱신이 늦은 것에 의해 춘계 스프링 캠프에서는 당초에 자비로 참가했고, 스프링 캠프안에서 계약 갱신을 실시했다. 개막 2경기째인 주니치 드래건스와의 1차전에서 시즌 첫 등판을 했다. 애초에는 선발 투수진의 일원으로서 담당하고 있었지만 시즌 중반에 성적 부진으로 일시적인 전력 이탈했던 것의 영향으로 성적은 8승에 그쳤다.

#### 2012년
선발진의 일원이 되었지만 5월 20일의 도호쿠 라쿠텐 골든이글스전에서는 4이닝 4실점을 기록하며 패전 투수가 되어 1군 등록이 말소되었다. 7월 14일 야쿠르트전에서는 선발로 복귀해 7이닝을 무실점으로 막아(이 경기에서는 승리투수가 되지 않았음) 회복의 조짐을 보였지만 이후 타선의 지원을 받지 않는 상황이 계속되는 등 시즌 평균자책점은 처음으로 2점대를 남겼다.
한편 그 해에는 일본 야구 기구의 발표에 의해 시즌 종료 직전 FA권 취득과 관련한 언론 보도가 있었지만 9월 22일 일본 야구 기구의 착오로 FA자격 날짜가 ‘7년 23일’에서 ‘7년’으로 정정했고 2012년의 국내 FA권 취득은 불가능했다. 같은 날 고시엔 구장에서 열린 주니치전을 앞두고 일본 야구 기구의 시모다 사무국장이 구보에게 직접 찾아가 사과했다.

#### 2013년
시즌 후 11월 15일 국내 FA자격을 갖추고 FA를 선언하였다. 12월 2일 요코하마 DeNA 베이스타스와 협상한 후 이적하게 되었다.

## 상세 정보

### 출신 학교
- 간사이 대학 제1 고등학교

### 선수 경력
사회인 시대
- 마쓰시타 전기

프로팀 경력
- 지바 롯데 마린스(2005년 ~ 2008년)
- 한신 타이거스(2009년 ~ 2013년)
- 요코하마 DeNA 베이스타스(2014년 ~ 현재)

### 수상·타이틀 경력

#### 타이틀
- 최고 승률(당시는 타이틀이 아님) : 1회(2010년) ※센트럴 리그에서는 1972년까지 타이틀로 제정됨.

#### 수상
- 신인왕(2005년)
- 월간 MVP : 2회(2005년 6월, 2010년 6월)

### 개인 기록

#### 투수 기록
- 첫 등판 : 2005년 4월 2일, 대 후쿠오카 소프트뱅크 호크스 2차전(지바 마린 스타디움), 7회초 2사에 3번째 투수로서 구원 등판, 1/3이닝 무실점
- 첫 선발·첫 승리·첫 완투·첫 완봉 : 2005년 4월 24일, 대 도호쿠 라쿠텐 골든이글스 5차전(풀캐스트 스타디움 미야기)
- 첫 탈삼진 : 상동, 2회말에 야마사키 다케시로부터
- 첫 홀드 : 2007년 10월 3일, 대 후쿠오카 소프트뱅크 호크스 24차전(지바 마린 스타디움), 6회초에 2번째 투수로서 구원 등판, 1이닝 무실점
- 전 구단을 상대로 승리 달성 : 2009년 7월 14일, 대 주니치 드래건스 9차전(한신 고시엔 구장)에서 달성.[1]

| #  | 일시            | 대전 구단                  | 구장                     | 통산 승리수 |
| -- | --------------- | -------------------------- | ------------------------ | ----------- |
| 1  | 2005년 4월 24일 | 도호쿠 라쿠텐 골든이글스   | 풀캐스트 스타디움 미야기 | 1           |
| 2  | 2005년 5월 19일 | 히로시마 도요 카프         | 히로시마 시민 구장       | 3           |
| 3  | 2005년 5월 26일 | 요미우리 자이언츠          | 도쿄 돔                  | 4           |
| 4  | 2005년 6월 26일 | 오릭스 버펄로스            | 스카이마크 스타디움      | 7           |
| 5  | 2005년 7월 20일 | 홋카이도 닛폰햄 파이터스   | 삿포로 돔                | 8           |
| 6  | 2005년 9월 17일 | 세이부 라이온스            | 지바 마린 스타디움       | 10          |
| 7  | 2006년 5월 18일 | 요코하마 베이스타스        | 요코하마 스타디움        | 13          |
| 8  | 2006년 5월 25일 | 한신 타이거스              | 지바 마린 스타디움       | 14          |
| 9  | 2006년 6월 1일  | 도쿄 야쿠르트 스왈로스     | 지바 마린 스타디움       | 15          |
| 10 | 2007년 5월 11일 | 후쿠오카 소프트뱅크 호크스 | 지바 마린 스타디움       | 20          |
| 11 | 2009년 5월 25일 | 지바 롯데 마린스           | 한신 고시엔 구장         | 31          |
| 12 | 2009년 7월 14일 | 주니치 드래건스            | 한신 고시엔 구장         | 34          |

#### 타격 기록
- 첫 안타 : 2005년 5월 26일, 대 요미우리 자이언츠 3차전(도쿄 돔), 3회초에 구도 기미야스로부터 중전 안타
- 첫 타점 : 상동, 5회초에 사나다 히로키로부터 2점 적시 2루타

### 등번호
- 16(2005년 ~ 2008년)
- 34(2009년 ~ 2013년)
- 27(2014년 ~ )

### 연도별 투수 성적
| 연 도      | 소 속      | 등 판 | 선 발 | 완 투 | 완 봉 | 무 4 구 | 승 리 | 패 전 | 세 이 브 | 홀 드 | 승 률 | 타 자 | 이 닝  | 피 안 타 | 피 홈 런 | 볼 넷 | 고 4 | 몸 맞 | 탈 삼 진 | 폭 투 | 보 크 | 실 점 | 자 책 점 | 평 자 책 | W H I P |
| ---------- | ---------- | ----- | ----- | ----- | ----- | ------- | ----- | ----- | -------- | ----- | ----- | ----- | ------ | -------- | -------- | ----- | ---- | ----- | -------- | ----- | ----- | ----- | -------- | -------- | ------- |
| 2005년     | 지바 롯데  | 19    | 18    | 5     | 3     | 0       | 10    | 3     | 0        | 0     | .769  | 506   | 121.2  | 120      | 13       | 26    | 0    | 6     | 84       | 5     | 0     | 52    | 46       | 3.40     | 1.20    |
| 2006년     | 지바 롯데  | 23    | 22    | 1     | 0     | 0       | 7     | 13    | 0        | 0     | .350  | 605   | 140.1  | 153      | 11       | 32    | 3    | 11    | 119      | 1     | 1     | 73    | 71       | 4.55     | 1.32    |
| 2007년     | 지바 롯데  | 21    | 19    | 2     | 0     | 0       | 9     | 8     | 0        | 2     | .529  | 532   | 128.1  | 139      | 11       | 11    | 0    | 8     | 82       | 6     | 0     | 62    | 57       | 4.00     | 1.17    |
| 2008년     | 지바 롯데  | 33    | 12    | 1     | 0     | 0       | 4     | 7     | 0        | 7     | .364  | 412   | 91.0   | 104      | 10       | 33    | 1    | 6     | 70       | 5     | 0     | 52    | 50       | 4.95     | 1.51    |
| 2009년     | 한신       | 26    | 24    | 1     | 1     | 0       | 9     | 8     | 0        | 0     | .529  | 646   | 151.1  | 140      | 14       | 50    | 0    | 16    | 113      | 9     | 0     | 66    | 63       | 3.75     | 1.26    |
| 2010년     | 한신       | 29    | 29    | 4     | 1     | 0       | 14    | 5     | 0        | 0     | .737  | 819   | 202.1  | 183      | 22       | 45    | 5    | 12    | 158      | 4     | 0     | 75    | 73       | 3.25     | 1.13    |
| 2011년     | 한신       | 20    | 20    | 0     | 0     | 0       | 8     | 8     | 0        | 0     | .500  | 471   | 109.2  | 108      | 10       | 36    | 2    | 4     | 73       | 0     | 0     | 53    | 46       | 3.78     | 1.31    |
| 2012년     | 한신       | 18    | 16    | 1     | 0     | 0       | 4     | 7     | 0        | 0     | .364  | 442   | 108.0  | 99       | 7        | 25    | 0    | 5     | 65       | 2     | 0     | 31    | 28       | 2.33     | 1.15    |
| 통산 : 8년 | 통산 : 8년 | 189   | 163   | 15    | 5     | 0       | 65    | 59    | 0        | 9     | .524  | 4433  | 1052.2 | 1046     | 98       | 258   | 11   | 68    | 764      | 32    | 1     | 464   | 434      | 3.71     | 1.24    |

- 2012년 기준, 굵은 글씨는 시즌 최고 성적.